# علم الاكتشاف
علم الاكتشاف (بالإنجليزية: (Discovery science هي منهجية علمية تهدف إلى إيجاد أنماط جديدة وارتباطات وتشكيل فرضيات من طريق تحليل البيانات التجريبية واسعة النطاق. يشمل مصطلح «علم الاكتشاف» مجالات دراسية مختلفة، متضمنةً العلوم والبحوث الأساسية والمترجمة والحسابية.
عادةً ما تتناقض المنهجيات القائمة على الاكتشاف مع الممارسة العلمية التقليدية، وتشمل الأخيرة تكوين الفرضيات قبل فحص البيانات التجريبية عن قرب. يتضمن علم الاكتشاف عملية التفكير الاستقرائي أو استخدام الملاحظات لإجراء التعميمات، ويمكن تطبيقه على مجموعة من المجالات المتعلقة -مثلًا- بالعلوم، والطب، والبروتيوميات، والهيدرولوجيا، وعلم النفس، والطب النفسي.

## ملخص

### الهدف
يركز علم الاكتشاف على الاكتشاف «الأساسي»، الذي يمكن أن يغير الوضع الراهن جذريًا. على سبيل المثال، في السنوات الأولى من أبحاث الموارد المائية، جرى إثبات استخدام علم الاكتشاف من طريق السعي لتوضيح الظواهر التي كانت، حتى تلك اللحظة، غير مبررة. لا يهم مدى غرابة هذه الأفكار. وبهذا المعنى، يستند علم الاكتشاف إلى الموقف القائل بأن «يجب ألا نسمح لمفاهيمنا عن الأرض، بقدر ما تتجاوز نطاق المراقبة، أن تتجذر بعمق وحزم في أذهاننا لدرجة أن تغدو عملية اقتلاعها تسبب عدم الراحة العقلية»، كما ذكر ديفيس عام 1926. لكي يُستخدم علم الاكتشاف، توجد حاجة إلى العودة إلى إنشاء واختبار فرضيات حقيقية، بدلًا من التركيز على مدح المفاهيم المألوفة بالفعل. بينما يشعر الباحثون عادة أن الفرضيات الجديدة ستظهر بنحو طبيعي استقرائيًا من الفضول في المجال ذي الصلة، يجب الاعتراف بأن الفرضيات يمكن أن تولدها النماذج. إضافةً إلى ذلك، يجب أن يتضمن الاختبار الاستنتاجي المراقبة الميدانية، بحيث يمكن الاستعاضة عن الإجابات غير الكاملة بأسئلة محددة بوضوح. 

### أدوات
يمكن تحويل الدراسات القائمة على الفرضية إلى دراسات مدفوعة بالاكتشاف بمساعدة الأدوات المتاحة حديثًا وأبحاث علوم الحياة القائمة على التكنولوجيا. سمحت هذه الأدوات بطرح أسئلة جديدة، ودراسة نماذج جديدة، لا سيما في مجال علم الأحياء. ومع ذلك، فإن بعض هذه الأدوات المطلوبة محدودة بمعنى أنها يتعذر الوصول إليها أو مكلفة جدًا، لأن التكنولوجيا ذات الصلة لا تزال قيد التطوير.
يعد تعدين البيانات الأداة الأكثر شيوعًا المستخدمة في علم الاكتشاف، ويجري تطبيقه على البيانات من مجالات الدراسة المختلفة، مثل تحليل الحمض النووي ونمذجة المناخ ونمذجة التفاعل النووي وغيرها. يتبع استخدام التنقيب عن البيانات في علم الاكتشاف اتجاهًا عامًا لزيادة استخدام أجهزة الكمبيوتر والنظرية الحاسوبية في جميع مجالات العلوم، وتستخدم الأساليب الأحدث لتعدين البيانات خوارزميات التعلم الآلي المتخصصة لتشكيل الفرضيات الآلية وإثبات النظرية الآلية.

## تطبيقات
بينما تكتسب الأساليب الحسابية اهتمامًا، يوجد انخفاض في الجهود المبذولة لدعم الرعاية الحرجة من طريق العلوم الأساسية والمترجمة، أي أشكال علم الاكتشاف التي تُعد ضرورية لتعزيز فهم الفيزيولوجيا المرضية. في إطار الرعاية الحرجة، يوجد هدف لتجديد التركيز على العلوم الأساسية التحويلية من طريق منصات، مثل المجلات والمؤتمرات الطبية، وكذلك مناهج الرعاية الطبية الحرجة. ومن ثم، فإن التقدم في العلوم القائمة على الاكتشاف، يكمن وراء الاكتشافات الرئيسية والتطور في الطب، مما يشكل «خط أنابيب» للتطوير الطبي الرائد.

### طب
وفقًا لتقرير تقدم السرطان AACR لعام 2021، فإن علم الاكتشاف لديه القدرة على تحقيق اختراقات سريرية. لأن علم الاكتشاف يكمن وراء الاكتشافات الرئيسية وتطوير علاجات جديدة للطب، فإنه يظل مهمًا لتطوير الرعاية الحرجة. أدت العديد من الاكتشافات إلى زيادة العمر الافتراضي والإنتاجية، وانخفاض التكاليف المتعلقة بالصحة، ومن ثم إحداث ثورة في الرعاية الطبية. ونتيجة ذلك، ثبت أن عائد الاستثمار في علم الاكتشاف مرتفع. مثلًا، أدى الجمع بين الأساليب الحسابية والمعرفة بالمسارات الالتهابية والجينومية إلى تجارب سريرية محسَّنة. في النهاية، يتيح علم الاكتشاف حاليًا الانتقال إلى عصر الطب الشخصي لعلاج المتلازمات المعقدة، على سبيل المثال، الإنتان و .ARDSمع بنية تحتية قوية، يمكن لعلم الاكتشاف أن يحدث ثورة في الرعاية الطبية والأبحاث البيولوجية.

### علم الجينوم
تقارب علم الاكتشاف مع الطب السريري وجينوميات السرطان، وقد تسارع هذا التقارب من طريق التطورات الحديثة في تقنيات الجينوم والمعلومات الجينومية.
كان تأثير علم جينوم السرطان ملحوظًا في كل مجال من مجالات أبحاث السرطان. تتضمن غالبية التطبيقات الناجحة للمعرفة الجينية في الطب السريري اليوم ثروة من المعرفة التي جُمعَت من طريق مجموعة واسعة من الأبحاث وعقود من العمل. توجد حاجة إلى رؤى بيولوجية لإثراء اكتشاف الأدوية وتحديد مسار سريري واضح للتنمية.
تاريخيًا، كان اكتساب هذه المعرفة من طريق الدراسات الوظيفية والميكانيكية غير منسق وعشوائيًا وغير فعال. تتضمن عملية الانتقال من الاكتشافات الجينومية للسرطان إلى الطب الشخصي بعض العقبات العلمية واللوجستية والتنظيمية الرئيسية. ويشمل هذا: موافقة المريض، واكتساب العينات، والتعليق السريري، وتصميم الدراسة؛ كلها يمكن أن تؤدي إلى توليد البيانات والتحليلات الحسابية. إضافةً إلى ذلك، لا تزال الدراسات الوظيفية والميكانيكية تمثل تحديًا، مما قد يؤدي إلى اكتشاف وتطوير الأدوية والمؤشرات الحيوية والتحديات التجارية والتجارب السريرية المستنيرة بالجينوم. يستفيد تقديم طب السرطان الشخصي من الاستكشاف الأكاديمي التقليدي وغير المقيد وغير الموجه، بهدف توجيه البحث العلمي لتحويل الاكتشاف الجيني إلى أهداف تشخيصية وعلاجية.

### البروتيوميات
مثال آخر لعلم الاكتشاف هو علم البروتيوميات، وهو علم اكتشاف مدفوع بالتكنولوجيا وتقنية محدودة. توفر تقنيات التحليل البروتيني معلومات مفيدة في علم الاكتشاف. التحليل البروتيني بوصفه علم اكتشاف قابل للتطبيق في التكنولوجيا الحيوية، على سبيل المثال، يسهم في: 1) اكتشاف المسارات الكيميائية الحيوية التي يمكن أن تحدد أهداف العلاجات. 2) تطوير عمليات جديدة لتصنيع المواد البيولوجية. 3) مراقبة عمليات التصنيع لغرض مراقبة الجودة. 4) تطوير اختبارات التشخيص واستراتيجيات العلاج الفعالة للأمراض السريرية.
في سياق علم البروتيوميات، لا تزال أبحاث علوم الحياة الحالية محدودة التكنولوجيا، ومع ذلك، فقد ساعدت الأدوات المتاحة مؤخرًا على تطوير مثل هذه الأبحاث، من كونها مدفوعة بالفرضية إلى كونها مدفوعة بالاكتشاف.

### الهيدرولوجيا
شهدت الهيدرولوجيا الميدانية انخفاضًا في التقدم بسبب التغيير من العمل الميداني القائم على الاكتشاف إلى جمع البيانات من أجل وضع المعايير النموذجية. في الهيدرولوجيا الميدانية، النماذج ليست أكثر فائدة من فهم كيفية عمل الأنظمة، وعلم الاكتشاف يسمح بهذا الفهم. وحدثت عدة أمثلة هامة للاستقصاء والاكتشاف الميدانيين في الهيدرولوجيا الميدانية. وتشمل هذه: تحديد الأنماط المكانية لرطوبة التربة وكيفية ارتباطها بالتضاريس، واستجواب هذه البيانات من طريق استخدام الإحصائيات الجيولوجية، واكتشاف أهمية تدفق الماكروبورات والربط الهيدرولوجي. تتضمن بعض الأسئلة القائمة على الاكتشاف، التي طُرحت في هيدرولوجيا الحقل: 1) تحديد أجزاء مستجمعات المياه الأكثر أهمية في تحديد توصيل المياه إلى القناة. 2) كيف يمكن تفسير وجود المياه «القديمة» من طريق انتقال المياه الجوفية إلى المجرى المائي. 3) كيف يمكن وجود تفسير للهيدروغرافيا البراقة عندما لا يوجد تدفق بري مرئي. لذلك، توجد حاجة إلى علم الاكتشاف في الهيدرولوجيا الميدانية، على الرغم من تشكل أي فرضيات هيدرولوجية غير عادية.